# Finale Europacup I 1979
De finale van de Europacup I van het seizoen 1978/79 werd gehouden op 30 mei 1979 in het Olympiastadion in München. Het Engelse Nottingham Forest nam het op tegen het Zweedse Malmö FF. Voor beide clubs was hun eerste Europese finale. Nottingham Forest won met 1-0 na een doelpunt van Trevor Francis.
Francis ruilde in 1978 Birmingham City in voor Nottingham Forest. In Groot-Brittannië werd de makkelijk scorende spits de eerste speler die voor £1 miljoen verkocht werd. Van de UEFA mocht hij echter nog niet meteen Europees spelen. Zijn eerste Europese wedstrijd was daardoor de finale van de Europacup I. Francis werd door trainer Brian Clough als rechtsbuiten gebruikt, een ongebruikelijke positie voor de Engelse spits. Hij scoorde net voor de rust het enige doelpunt van de finale.

## Wedstrijd
|             |                   |       |          |                                                                                          |
| 30 mei 1979 | Nottingham Forest | 1 – 0 | Malmö FF | Olympiastadion, München Toeschouwers: 68.000 Scheidsrechter: Erich Linemayr (Oostenrijk) |
| 30 mei 1979 | Francis 45'       |       |          | Olympiastadion, München Toeschouwers: 68.000 Scheidsrechter: Erich Linemayr (Oostenrijk) |

| Nottingham | Malmö |

| Nottingham Forest: |    |                |
|                    |    |                |
| GK                 | 1  | Peter Shilton  |
| RB                 | 2  | Viv Anderson   |
| CB                 | 5  | Larry Lloyd    |
| CB                 | 6  | Kenny Burns    |
| LB                 | 3  | Frank Clark    |
| RM                 | 7  | Trevor Francis |
| CM                 | 4  | John McGovern  |
| CM                 | 8  | Ian Bowyer     |
| LM                 | 11 | John Robertson |
| CF                 | 9  | Garry Birtles  |
| CF                 | 10 | Tony Woodcock  |
| Invallers:         |    |                |
| GK                 |    | Chris Woods    |
| DF                 |    | David Needham  |
| MF                 |    | Martin O'Neill |
| MF                 |    | Archie Gemmill |
| FW                 |    | John O'Hare    |
| Coach:             |    |                |
| Brian Clough       |    |                |

| Malmö FF:    |    |                    |     |
|              |    |                    |     |
| GK           | 1  | Jan Möller         |     |
| RB           | 2  | Roland Andersson   |     |
| CB           | 4  | Kent Jönsson       |     |
| CB           | 5  | Magnus Andersson   |     |
| LB           | 3  | Ingemar Erlandsson |     |
| RM           | 8  | Robert Prytz       |     |
| CM           | 6  | Staffan Tapper     | 36' |
| CM           | 7  | Anders Ljungberg   |     |
| LM           | 11 | Jan-Olov Kindvall  |     |
| CF           | 9  | Tommy Hansson      | 83' |
| CF           | 10 | Tore Cervin        |     |
| Invallers:   |    |                    |     |
| GK           | 12 | Mats Arvidsson     |     |
| DF           | 13 | Tommy Andersson    | 83' |
| MF           | 15 | Claes Malmberg     | 36' |
| FW           | 16 | Arne Åkesson       |     |
| Coach:       |    |                    |     |
| Bob Houghton |    |                    |     |